# Parafia św. Anny w Pleszczenicach
Parafia św. Anny w Pleszczenicach – rzymskokatolicka parafia znajdująca się w archidiecezji mińsko-mohylewskiej, w dekanacie wilejskim, na Białorusi.

## Historia
Od 1789 r. do pocz. XX w. w Pleszczenicach istniała kaplica św. Józefa. 
Początkowo parafianie modlili się w prywatnym domu, w 2012 roku poświęcono tymczasową kaplicę. Dzięki wsparciu władz parafii został przekazany opuszczony budynek dawnej stajni Tyszkiewiczów. 27 lipca 2019 roku kościół został konsekrowany przez arcybiskupa Tadeusza Kondrusiewicza.

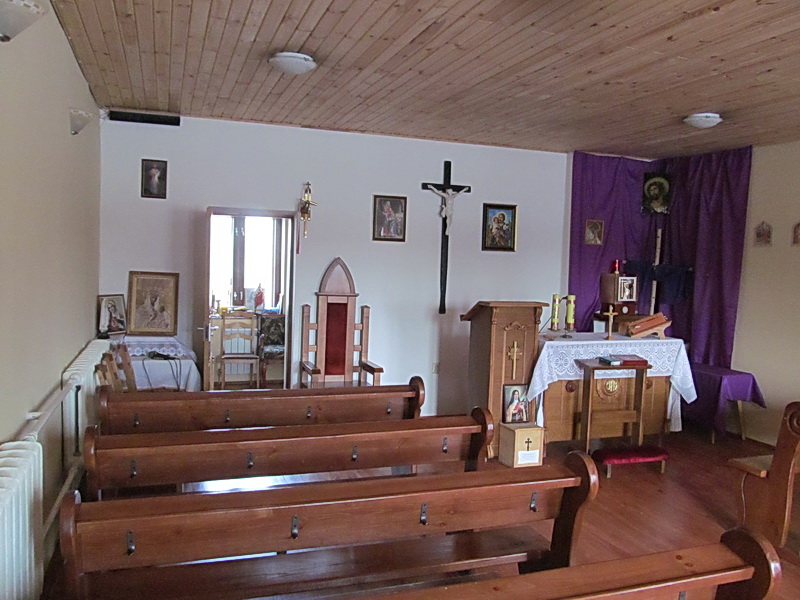
Wnętrze tymczasowej kaplicy w 2008 roku

## Proboszczowie
- o. Wojciech Walczyna MSF
- o. Tomasz Malinowski MSF